# Werner Matschke
Werner Matschke (* 3. Mai 1932 in Dobristroh; † 7. Mai 2014 in Kreischa) war ein deutscher Dirigent.

## Biografie
Sein Dirigentenstudium absolvierte Werner Matschke in Leningrad am Rimski-Korsakow-Konservatorium bei  Awenir Wassiljewitsch Michailow und  Elisavieta Petrowna Kudrjawzewa.  Als Dozent und Prorektor der Hochschule für Musik Carl Maria von Weber Dresden hat er sich einen Namen gemacht. Seit der Eröffnung 1969 bis 1991 war er Direktor des Kulturpalasts Dresden. Von 1962 bis 2002 war er Chorleiter des Sächsischen Bergsteigerchors „Kurt Schlosser“ Dresden. Er komponierte und arrangierte in dieser Zeit etwa 100 Lieder für den Chor. Mit dem Erreichen seines 70. Lebensjahres trat Matschke als Chorleiter zurück und arbeitete seitdem als Dirigent und Chorpädagoge.
Gastdirigate führten Matschke wiederholt nach Sankt Petersburg (Leningrad), Sofia, Uppsala, Altenberg, Lüdenscheid und Schmalkalden.